# 2019年臺灣燈會
2019年臺灣燈會是2019年（農曆己亥年，生肖豬）2月在台灣屏東縣舉辦的第30屆臺灣燈會，展覽時間為2019年2月19日至2019年3月3日，於大鵬灣（主燈區）、屏東市、東港鎮舉辦。
2019年臺灣燈會開幕後獲得佳評，許多國際媒體如國家地理雜誌深入報導。其中和英特爾合作的無人機演出，更是大獲好評。同年8月，藝術燈區的三件作品「恆春風巢」、「屏安時光」及「竹田紀事」也獲得前往丹麥哥本哈根展出。至2019年3月2日為止，統計已超過一千萬人次入園賞燈。

## 緣起
屏東縣政府曾爭取舉辦2018年台灣燈會，然而交通部觀光局宣布該年燈會由嘉義縣政府承辦，並且同時宣布由屏東縣政府承辦2019年台灣燈會，一度引發反對聲浪，經協調後，屏東縣長潘孟安最終同意承辦。

## 籌備
台灣燈會30年來首度將在屏東舉行，為迎接明年的燈會，鼓勵全民一起做花燈，屏東縣政府在今年暑假辦理6場次的花燈製作教學研習，縣長潘孟安表示，希望燈會成為全民創造屏東、點亮屏東的平台，也希望花燈不僅是製作己亥年生肖豬的造型，更能融入各鄉鎮產業及文化，而且推廣到各學校，對學生而言是很好的科學教育。
2018年9月，屏東縣政府在縣政府1樓大廳佈置一座高逾2公尺的巨型燈籠，及超過100個小燈籠營造出的燈海景象。
2018年10月5日，中華民國總統蔡英文前往大鵬灣國家風景區管理處聽取簡報，了解燈會籌辦情形，會後指示行政院各部會全力支持，也盼望在屏東舉辦的台灣燈會，能帶來全新的觀光旅遊模式與契機。
2018年10月21日，在大鵬灣國家風景區舉行主燈動土典禮，此次燈會主燈不用己亥年生肖豬而用東港漁特產黑鮪魚，主題為「騰躍昇平」。
2018年10月29日，屏東縣政府今天公布2019台灣燈會主視覺，由金馬獎頒獎典禮設計師方序中操刀，以象徵「海洋、大地、人」的藍、綠、紅三色為主體，運用無限循環符號，強調生生不息；屏東縣長潘孟安也預告明年的燈會有別於傳統，將採用主題樂園式的燈區規劃，除了鐵公路交通全力配合外，民眾還可以搭船賞燈。
2018年12月12日，屏東縣政府為了吸引國內外觀光客，特別邀請網紅黃小玫，創作宣傳音樂影片《海與光，我們去屏東吧》，上午發表影片以日文為主，把屏東的美景、美食都收錄在其中。
2018年12月20日，屏東縣轄內33個鄉鎮市公所製作特色花燈車，目前枋寮鄉和竹田鄉的花燈已完成，分別是石斑魚和百年車站，提前亮相花燈讓民眾搶拍。
2018年12月26日，屏東縣政府教育處為迎接台灣燈會盛事，辦理六場次的傳統大型花燈製作教學研習課程，歡迎民眾攜家帶眷、扶老攜幼「相揪作花燈」，已產出430座傳統花燈，屆時將於大鵬灣國家風景區參賽，與全國花燈高手一較高下。
2018年12月27日，屏東縣政府最近增設了38座飛鳥造型的燈光，成為屏東新意象讓民眾一進到屏東縣就會感到驚豔，未來還會連接到高屏溪河濱公園，讓屏東更加閃亮，也為2019年的台灣燈會加溫。
2018年12月29日，屏東33鄉鎮市打造的特色花燈車今晚點燈，同時在屏東市遊行亮相，為燈會暖身，沿路吸引人潮觀賞及拍照。
2019年1月3日，交通部觀光局今日在台北圓山飯店發表今年台灣燈會主燈模型及小提燈，鮪魚造型的主燈「巨鮪來富」和小提燈「屏安豬」，滿滿的屏東元素，討喜可愛。
2019年1月14日，台灣燈會主燈「巨鮪來富」在大鵬灣燈區舉行安座儀式，由交通部觀光局長周永暉與屏東縣長潘孟安共同主持，祈求施工順利、燈會活動圓滿成功。
台灣燈會即將於2月19日登場，屏東縣政府為進行主燈區交通、電力、燈飾等壓力測試，自2月15日至18日大鵬灣主燈區將開放試營運，假日上午10時開放至晚間10時30分，平日從下午2時開放至晚間10時30分，民眾可利用接駁運輸系統搶先賞燈。
30年來台灣歷屆主燈模型齊聚大鵬灣，交通部觀光局特別規畫「台灣燈會30週年特展」，首度公開展示29座主燈模型，以及歷年小提燈，民眾還能戴上VR頭盔回到過去欣賞台灣燈會，民眾到大鵬灣不只賞花燈，還能將30年來歷屆台灣燈會主燈一次看個夠。

## 營運
2019台灣燈會於2月19日（2019年元宵節）在大鵬灣燈區舉行開幕儀式，由總統蔡英文、立法院長蘇嘉全及屏東縣長潘孟安共同觸摸雷射水晶球點亮。主燈「巨鮪來富」開燈秀、首次的無人機燈光秀及海上煙火，陸海空國際級展演把大鵬灣變成璀璨樂園，開創了台灣燈會新高度，民眾大讚史上最美。
2019台灣燈會於3月3日在無人機空中展演及煙火秀中畫下完美句點，最後一天總計吸引152萬人次入園，累計有高達1339萬人次的參觀人潮，雖然不是歷屆最多，卻是討論度最高，屏東縣長潘孟安除了向所有台灣燈會的幕後英雄致敬外，並在交通部觀光局長周永暉的監交下將象徵主辦權的「台灣燈會」黃色燈籠交給台中市副市長令狐榮達，代表2020年臺灣燈會由台中市接手舉辦。

## 大鵬灣燈區
大鵬灣燈區範圍主要為大鵬灣國家風景區內的大鵬灣國際休閒特區內。
主燈座落於大鵬灣燈區，主題為「巨鮪來富」。臺灣燈會主燈第一次設置於海中，以黑鮪魚乘風躍浪之姿，展現台灣旺盛生命力，同時象徵「年年有餘、富貴屏安」，預祝來年大豐收，結合水上倒影及水幕投影，更顯美麗姿態。開燈六步驟為：巨鮪來致富、東港燦漁都、大鵬臨海渡、藍灣勝畫圖、屏現宏開物、蓬萊廣福祿。
除了主燈還有三座副燈座落於大鵬灣燈區，分別為創新副燈「豐豬屏安」、傳統副燈「南國豐收」、傳統副燈「點亮屏安」。而主燈「巨鮪來富」、副燈「豐豬屏安」在燈會閉幕後於原地保留繼續展出。

## 屏東燈區
屏東燈區位於屏東市，主要分為萬年溪兩畔的綵燈節（勝利東路至和生路二段之間），以及勝利星村燈區。
1月25日晚上點燈揭幕，湧入萬人賞燈，26日、27日晚眷村燈區分別還有知名搖滾歌手、民歌手的表演節目，熱鬧滾滾。

## 東港小鎮燈區
東港小鎮燈區範圍主要為東港鎮光復路、延平老街，分成四大主題：「張燈結綵趣」、「東津好風情」、「神遊幸福海」、「延平老街區」。
位於東隆宮牌樓正前方，為副燈「東港故事」，正如其名介紹東港特色，正面由東港櫻花蝦代言人絢櫻與強勁有力的黑鮪魚，一剛一柔的配合體現漁港精神。絢櫻與東港人有深厚的情感，燈會期間不少網友前來與絢櫻合影。背面以東港王船與台灣燈會logo結合，將地方特色與臺灣燈會30周年意涵串起。

## 事故
2019年2月27日下午，大鵬灣燈區內的宗教燈區發生火警，工作人員趕緊疏散現場的上千人，但火勢來得很快，車城福安宮的元寶造型花燈被燒出大洞，初步研判是有民眾亂丟菸蒂釀災。屏東縣政府表示，經勘查遭燒毀的花燈，主架構並未受損，其它燈區也沒有受到波及，燈會整體運作不受影響。隔日（28日），受損的花燈已修復完畢，重新開放參觀。

## 外部連結
- 2019臺灣燈會在屏東（交通部官方網站）
- 2019臺灣燈會在屏東（屏東縣政府官方網站）
- 2019台灣燈會在屏東。大鵬灣燈區最美黃昏時分 （页面存档备份，存于）